# Giemzów
Giemzów [pronunciación en polaco: /ˈɡʲɛmzuf/] es un pueblo ubicado en el distrito administrativo de Gmina Brójce, dentro del Distrito de Łódź Oriental, Voivodato de Łódź, en Polonia central. Se encuentra aproximadamente a 5 kilómetros al noroeste de Brójce y a 14 kilómetros al sureste de la capital regional Łódź.